# Folioceros paliformis
Folioceros paliformis là một loài rêu trong họ Anthocerotaceae. Loài này được D.K. Singh mô tả khoa học đầu tiên năm 1987.